# Salem (condado de Pierce, Wisconsin)
Salem es un pueblo ubicado en el condado de Pierce en el estado estadounidense de Wisconsin. En el Censo de 2010 tenía una población de 510 habitantes y una densidad poblacional de 5,57 personas por km².

## Geografía
Salem se encuentra ubicado en las coordenadas 44°38′31″N 92°18′22″O / 44.64194, -92.30611. Según la Oficina del Censo de los Estados Unidos, Salem tiene una superficie total de 91.6 km², de la cual 91.29 km² corresponden a tierra firme y (0.34%) 0.31 km² es agua.

## Demografía
Según el censo de 2010, había 510 personas residiendo en Salem. La densidad de población era de 5,57 hab./km². De los 510 habitantes, Salem estaba compuesto por el 99.02% blancos, el 0% eran afroamericanos, el 0% eran amerindios, el 0% eran asiáticos, el 0% eran isleños del Pacífico, el 0.98% eran de otras razas y el 0% pertenecían a dos o más razas. Del total de la población el 2.16% eran hispanos o latinos de cualquier raza.